# Киселівська сотня
Киселівська сотня — військово-адміністративна одиниця  Гетьманщини (1648-1782). Сотенний центр: містечко  Киселівка, сьогодні — село Корюківського району Чернігівської області.

## Історія
Сформувалася як військовий підрозділ у складі Сосницького полку (1648-1649 pp.). У 1649 р. разом з цим полком ліквідована, а козаків і територію включено до Сосницької сотні. У 1654 р. згадується як військовий та адміністративний підрозділ Ніжинського полку, який, крім містечка Киселівка, включав село Боровичі. Мала старшину: писаря Дяка Матвія; осавула Рогозу Василя; хорунжого Григоровича Филона.
У складі Ніжинського полку Киселівська сотня перебувала до 1663 p., коли гетьман Іван Брюховецький відновив Сосницький полк. У період з 1663 р. по 1668 р. сотня перебувала у його складі. З ліквідацією гетьманом Дем'яном Ігнатовичем Сосницького полку Киселівська сотня відійшла до Чернігівського полку, у якому перебувала далі аж до ліквідації полково-сотенного устрою Лівобережжя у 1782 р. Територія скасованої сотні увійшла до Чернігівського намісництва.

## Сотники
- Сава (1649)
- Вовк Влас (1650)
- Киселівський Тихон Мартинович (1654)
- Свьонтицький Федір (1659)
- Тищенко Мартин [Тихонович] (1660)
- Свьонтицький Федір (1668)
- Михайлов Герман (1669)
- Тищенко Василь Мартинович (1670)
- Бутожанов Кіндрат (1672-1675)
- Тищенко Андрій Тихонович (1681)
- Сахновський Гнат Васильович (1681)
- Лазовський Тимофій (1685-1687)
- Доценко Григорій (1687)
- Антонович Василь (1688)
- Яценко Василь (1690)
- Якименко Іван (1694)
- Сахновський Гнат Васильович (1696)
- Пікуль Назар Іванович (1698)
- Ковтунович Омельян (1699, н.)
- Ковтунович Іван (1700, н.)
- Купчинський Михайло (1700-1706)
- Стаховський Василь Антонович (1709)
- Андрусенко Роман (1715)
- Шарій Дмитро (1720)
- Ковтун Яків (1717, н.)
- Омельянович Павло (1722-1723)
- Лавринович Василь (1723, н.)
- Лисенко Іван (1723-1735)
- Лисенко Василь (1744-1760)
- Шаршанович Іван Юхимович (1760-1769)
- Демидовський Іван (1770-1782)[3]